# Stal Niewiadów
Stal Niewiadów – polski klub piłkarski, który swoją siedzibę ma w Niewiadowie i został założony w 1952 roku.

## Historia klubu
Klub został założony w 1952 roku i działał przy wsparciu Zakładów Sprzętu Precyzyjnego „Niewiadów”, które sponsorują drużynę. Sezony od 1977/1978 do 1980/1981 klub rozgrywał w III lidze, a dwukrotne zdobycie 3. miejsca (w sezonie 1978/1979 zabrakło 2 punktów do 1. miejsca) było największym sukcesem ligowym klubu. W sezonie 1981/1982 Stal zagrała po raz pierwszy w Pucharze Polski, jednak odpadła po I rundzie przegrywając w Jaśle z Czarnymi 3:1. W sezonie 2007/2008 drużyna zagrała w barażach o awans do II ligi (III poziom), po wygranej u siebie 2:1 z OKS Start Otwock, przegrała jednak w rewanżowym meczu w Otwocku 2:0 i odpadła z baraży. W 2010 roku Klub Sportowy Stal Niewiadów wycofano z rozgrywek, a w 2012 roku drużyna powróciła do rozgrywek piłkarskich pod nazwą Międzyszkolny Uczniowski Klub Sportowy Stal Niewiadów.
W Stali Niewiadów występowali Cezary Pazura i Radosław Pazura.

## Sukcesy
- 3. miejsce w III lidze: 1978/1979, 1979/1980
- Puchar Polski:
  - I runda: 1981/1982

## Stadion
Stal mecze rozgrywa na Gminnym Stadionie Sportowym w Niewiadowie. Dane techniczne obiektu:
- pojemność: 1000 (300 miejsc siedzących, trybuny zadaszone)
- oświetlenie: Tak
- wymiary boiska: 103 m x 68 m